# 호수 이영준
호수 이영준(李瑛浚, 1938년 5월 14일 ~ 2022년 8월 16일)은 대한민국의 국악인이자 서울시무형유산 석암제 시조 예능보유자다. 

## 학력
- 배재중고등학교 졸업
- 성균관대학교 경영대학원 졸업
- International Graduate School(미) 문학박사
- 국민대학교 해공지도자 과정 수료

## 수상
- 제24회 전주대사습놀이 시조 부문 장원
- 제26회 전국시조가사가곡경창대회 시조부 대통령상
- 제69회 서울특별시 문화상 국악 부문 수상